# Croissy-sur-Seine
 Croissy-sur-Seine  es una población y comuna francesa, en la región de Isla de Francia, departamento de Yvelines, en el distrito de Saint-Germain-en-Laye y cantón de Chatou.

## Demografía
| 357 | 455 | 546 | 485 | 535 | 542 | 553 | 612 | 664 | 906 | 1 200 | 1 804 | 1 492 | 1 650 | 1 954 | 1 829 | 1 990 | 2 239 | 2 374 | 2 636 | 2 798 | 3 206 | 3 705 | 3 817 | 4 005 | 4 576 | 5 873 | 6 035 | 6 845 | 7 090 | 9 098 | 9835 | 10 100 |
| Para los censos de 1962 a 1999 la población legal corresponde a la población sin duplicidades (Fuente: INSEE [Consultar]) |     |     |     |     |     |     |     |     |     |       |       |       |       |       |       |       |       |       |       |       |       |       |       |       |       |       |       |       |       |       |      |        |